# Enoch Arden (1914)
Enoch Arden é um filme mudo britânico de 1914, do gênero drama, dirigido por Percy Nash e estrelado por Gerald Lawrence, Fay Davis e Ben Webster. Foi baseado no poema Enoch Arden, de Alfred Tennyson.

## Elenco
- Gerald Lawrence - Enoch Arden
- Fay Davis - Annie Lee
- Ben Webster - Philip Ray
- Dame May Whitty - Miriam Lane
- Gregory Scott - Charles
- John Marlborough East - John Lane
- Douglas Payne
- Joan Ritz
- Douglas Cox